# KV45
La tumba KV45, situada en el Valle de los Reyes en Egipto, fue utilizada para el entierro de Userhet, un noble que vivió durante la dinastía XVIII, al parecer supervisor del templo de Amón durante el reinado de Thutmose IV. Fue reutilizada durante la dinastía XXII
Está situada en la ribera izquierda del uadi principal, junta a la KV44. Perfectamente excavada, consiste en un pasillo y un pequeño compartimento. No se encontró en ella ningún tipo de decoración. 
Fue descubierta por Howard Carter, que trabajaba para Theodore M. Davis, del Departamento de Antigüedades de Egipto. Cuando se encontró la tumba, casi la mitad estaba llena de cascotes, producto de los derrumbes causados por distintas inundaciones. Carter escribió la imposibilidad de sacar las dos momias que se veían, solo consiguió rescatar una parte de la máscara de una de ellas (un varón), un escarabeo y fragmentos de los vasos canopos de Userhet.
Donald Ryan ha recomenzado la excavación en 1992, y se ha colocado un muro para impedir el paso al agua.

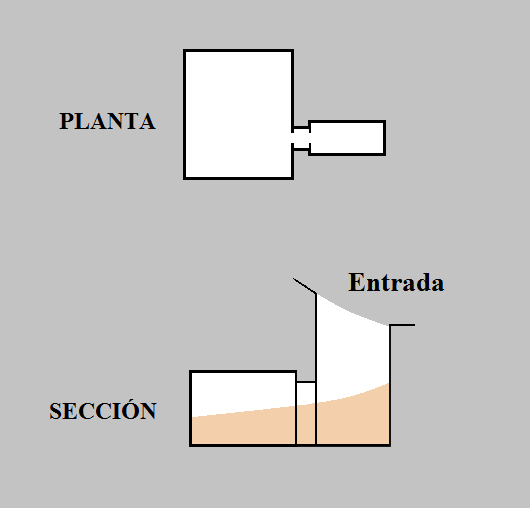
Plano de la Tumba KV45